# Крилювци
Крилювци е село в Северна България.
То се намира в община Елена, област Велико Търново.

## География
Село Крилювци се намира в планински район на 11,5 km от град Елена в подножието на връх Острец.